# Station Grimde
Station Grimde is een voormalig spoorwegstation langs spoorlijn 22 (Tienen-Diest) in Grimde, een gehucht van de stad Tienen. Het werd geopend in 1886 en werd een belangrijk goederenstation vanwege de onmiddellijke nabijheid van de suikerfabriek van Tienen. In 1897 heeft de suikerfabriek een aanvraag ingediend voor een spooraansluiting vanaf het station. Deze is toegekend en de suikerfabriek had eigen rangeersporen bij het spoorstation en eigen locomotieven. Daarnaast is er tot de Tweede Wereldoorlog een goederenkabelbaan van het station naar de suikerfabriek.
In 1999 werd de spoorlijn opgebroken, maar het stationsgebouw is bewaard gebleven.
0,0: Tienen ·
3,3: Grimde ·
6,9: Oplinter ·
9,2: Neerlinter ·
11,4: Drieslinter ·
15,4: Budingen ·
18,9: Geetbets ·
25,0: Halen ·
27,2: Zelk ·
29,1: Webbekom ·
32,1: Diest